# Grassy Key
Grassy Key, Florida ist eine Insel. Sie gehört zu den Middle Keys der Florida Keys. Über die Insel führt der Overseas Highway. Grassy Key liegt bei MM57-60, zwischen den  Conch Keys und Fat Deer Key. Sie ist die nördlichste Insel, über die sich die Stadt Marathon (Florida) erstreckt.
Nach dem Zensus 2000 umfasste die Insel die Blocks 2045 bis 2116 des Census Tracts 9710 im Monroe County (Florida). Diese ergaben in der Summe eine Bevölkerung von 974 auf einer Fläche von 3,65 km².

## Geschichte des Namens
In den Aufzeichnungen von Johann Wilhelm Gerhard von Brahm aus dem Jahre 1772 wurde Grassy Key als „Ellis Island“ bezeichnet. In den handschriftlichen Aufzeichnungen von F.H. Gerdes aus dem Jahre 1849 wurde die Insel bereits „Grassy Keys“ genannt. Auch in den Aufzeichnungen zum Brand des Schiffes Concordia im Jahre 1855 taucht der Name Grassy Key auf. Der Name der Insel soll von einem alten Siedler stammen, nicht vom Grasbewuchs.
Das Dolphin Research Center liegt auf Grassy Key in Höhe MM59.